# Adam Walsh
Adam John Walsh (14. listopadu 1974 – asi 27. července 1981) byl americký chlapec z Hollywoodu, který byl 27. července 1981 unesen z obchodního domu v Hollywoodu. Později byl nalezen mrtev.
Vražda Adama Walshe otřásla celými Spojenými státy. Jeho příběh byl roku 1983 zfilmován, v kinech ho vidělo 38 milionů lidí. Adamův otec John Walsh se stal bojovníkem za nezvěstné a byl moderátorem televizního programu America’s Most Wanted.
Z vraždy byl obviněný notoricky známý sériový vrah Ottis Toole, který se přiznal na smrtelné posteli.

## Únos
Dne 27. července 1981 odešla Revé Walshová se synem Adamem do obchodu. Adama nechala hrát videohry na automatech, zatímco ona šla koupit lampu. Když se vrátila, byl Adam pryč, ačkoli byla v jeho nepřítomnosti pouhých sedm minut.
Existuje domněnka, že hlídač vyhodil děti ven, protože údajně zlobily. Hlídač byl po určitou dobu na seznamu podezřelých. Možná však byl Adam jen zmatený a bál se samoty a odešel hledat matku.
O třináct dní později, 10. srpna 1981 byla nalezena ve Vero Beach v kanálu Adamova hlava; zbytek jeho ostatků nebyl nikdy nalezen. Useknutí hlavy nebylo patrně příčinou smrti, soudní patolog uznal za příčinu smrti udušení.

## Následky
Adamův únos a vražda pobídla jeho otce Johna Walshe stát se advokátem a pomohl vytvořil Národní centrum pro pohřešované a zneužívané děti. Díky své zapálenosti byl moderátorem pořadu America’s Most Wanted.
Roku 2006 podepsal tehdejší prezident George Bush zákon, který zvyšuje tresty za sexuální zneužívání dětí.

## Podezřelí

### Jeffrey Dahmer
Jeffrey Dahmer byl zatčen v Milwaukee ve Wisconsinu v roce 1991 pro vraždu 17 chlapců. Byl také podezřelý ze zabití Adama.
Dahmer žil v době Adamova zavraždění v Miami, teoreticky by mohl být vrahem. Dva očití svědkové viděli v den Adamova zmizení plavého muže, který byl v oddělení s hračkami. Jeden ze svědků řekl, že muž vhodil bránící se dítě do modré dodávky a rychle odjel. Poté, co byl Dahmer zatčen, svědkové muže poznali. Skutečností bylo, že Dahmer měl v té době modrou dodávku.
Dahmer byl znám, že si po obětech nechával "trofeje" (lebky, penisy, maso připravené ke konzumaci). Pravděpodobně si kromě hlavy ponechal Adamovo tělo. Dahmer však kategoricky popřel, že by Adama zabil.

### Ottis Toole
Ottis Toole byl zatčen roku 1983 za žhářství. Jeho přítelem byl známý sériový vrah Henry Lee Lucas, který Toola po zatčení obvinil z vražd. Toole se k nim přiznal. Nikdy nebyl souzen z Adamovy vraždy, třebaže poskytl zdánlivě přesné popisy, jak únos spáchal. Několik svědků Toola v Hollywoodu opravdu vidělo. Nicméně se však žádný důkaz, který by ukazoval na Toola, nenašel.
Dne 15. září 1996 Toole zemřel ve vězení v 49 letech na cirhózu jater. Později Toolova neteř řekla Johnovi Walshovi, že se jí strýc na smrtelné posteli k vraždě Adama přiznal. Toolovo přiznání bylo provázeno skepticismem, protože Henry Lee Lucas se ve vazbě přiznal k 157 vraždám, které spáchal spolu s Toolem. Některé však podle znalců nemohl spáchat rozhodně ani jeden z nich.

## Uzavření případu
Ačkoli nebyl objeven žádný nový důkaz, dne 16. prosince 2008 byl případ uzavřen s tím, že vrahem je Ottis Toole.